# Чена Риџ (Аљаска)
Чена Риџ (енгл. Chena Ridge) насељено је место без административног статуса у америчкој савезној држави Аљаска.

## Демографија
По попису из 2010. године број становника је 5.791.
| Група             | 2000.    | 2010.         |
| Белци             | 0 (0,0%) | 4.742 (81,9%) |
| Афроамериканци    | 0 (0,0%) | 74 (1,3%)     |
| Азијати           | 0 (0,0%) | 105 (1,8%)    |
| Хиспаноамериканци | 0 (0,0%) | 186 (3,2%)    |
| Укупно            | 0        | 5.791         |